# ماکسیوتوو (شهرستان استرلیتاماکسکی، باشقیرستان)
ماکسیوتوو (انگلیسی: Maxyutovo, Sterlitamaksky District, Republic of Bashkortostan) یک شهرک در شهرستان استرلیتاماکسکی استان باشقیرستان کشور روسیه است.